# Michael Lannan
Michael Lannan (9 de septiembre de 1977) es un guionista y productor estadounidense. Es conocido como creador y productor de la serie de HBO Looking. La serie, sobre un grupo de amigos homosexuales en San Francisco inspirada en la vida personal de Lannan como gay, se basa en Lorimer, un cortometraje que Lannan produjo y dirigió en 2011 y posteriormente expandió en un guion de largometraje.
Entre los otros créditos cinematográficos y televisivos de Lannan se incluyen créditos como productor asistente y director asistente en episodios de Sons of Anarchy, Nurse Jackie, Rubicon y Damages, así como la película Remember Me, además de créditos como actor y producción en el filme de docuficción Interior. Leather Bar.